# Governo Cazeneuve
Il governo Cazeneuve è stato il trentanovesimo governo della Quinta Repubblica francese. Il governo è nato a seguito delle dimissioni del primo ministro Manuel Valls, candidatosi alle primarie del partito socialista per le elezioni presidenziali del 2017. La guida del governo è stata affidata al ministro dell'interno uscente Bernard Cazeneuve.

## Compagine di governo

### Appartenenza politica
L'appartenenza politica dei membri del Governo, al momento dell'insediamento, si può così riassumere:
| Partito | Partito                                   | Primo ministro | Ministri | Segretari di Stato | Totale |
| ------- | ----------------------------------------- | -------------- | -------- | ------------------ | ------ |
|         | Partito Socialista                        | 1              | 13       | 17                 | 31     |
|         | Partito Radicale di Sinistra              | -              | 2        | 1                  | 3      |
|         | Partito Ecologista                        | -              | 1        | 1                  | 2      |
|         | Divers gauche                             | -              | 1        | -                  | 1      |
|         | Unione dei Democratici e degli Ecologisti | -              | -        | 1                  | 1      |
| Totale  | Totale                                    | 1              | 17       | 20                 | 38     |

### Provenienza geografica
La provenienza geografica dei membri del Governo, al momento dell'insediamento, si può così riassumere:
| Prefetture             | Primo ministro | Ministri | Segretari di Stato | Totale |
| ---------------------- | -------------- | -------- | ------------------ | ------ |
| Alta Francia           | 1              | 1        | 3                  | 5      |
| Île-de-France          | -              | 6        | 4                  | 10     |
| Paesi della Loira      | -              | 2        | 1                  | 3      |
| Bretagna               | -              | 3        | -                  | 3      |
| Occitania              | -              | 1        | -                  | 1      |
| Riunione               | -              | 1        | -                  | 1      |
| Nuova Aquitania        | -              | -        | 3                  | 3      |
| Alvernia-Rodano-Alpi   | -              | -        | 2                  | 2      |
| Grande Est             | -              | -        | 2                  | 2      |
| Borgogna-Franca Contea | -              | -        | 1                  | 1      |
| Estero                 |                | 3        | 4                  | 7      |

### Sostegno parlamentare
Poiché la Costituzione della Francia non la dispone come obbligatoria per l’esecutivo, questo governo non si è sottoposto ad una esplicita mozione di fiducia e, per questo motivo, il grafico seguente è frutto di dichiarazioni ufficiali dei partiti e delle loro posizioni durante le questioni di fiducia o le mozioni di sfiducia.
Al momento della formazione dell’esecutivo, il 6 dicembre 2016:
| Camera              | Collocazione | Gruppi parlamentari | Seggi     |
| ------------------- | ------------ | --- | --------- |
| Assemblea Nazionale | Maggioranza  | - Socialista, ecologista e repubblicano (282) - Radicale, repubblicano, democratico e progressista (17) - Non iscritti (4) - Sinistra democratica e repubblicana (2)                              | 305 / 572 |
| Assemblea Nazionale | Astenuti     | - Non iscritti (8) - Socialista, ecologista e repubblicano (1) - Sinistra democratica e repubblicana (1)                                                                                          | 10 / 572  |
| Assemblea Nazionale | Opposizione  | - I Repubblicani (194) - Unione dei Democratici e Indipendenti (24) - Sinistra democratica e repubblicana (12) - Non iscritti (8) - Gruppo radicale, repubblicano, democratico e progressista (1) | 239 / 572 |

## Composizione
| Carica                                                      | Titolare | Titolare                            | Titolare                                | Segretari di Stato |
| ----------------------------------------------------------- | -------- | ----------------------------------- | --------------------------------------- | --- |
| Primo ministro                                              |          |                                     | Bernard Cazeneuve (PS)                  | - André Vallini (PS) Delega ai rapporti con il parlamento - Jean-Vincent Placé (UDE) Delega alle riforme statali e alla semplificazione - Juliette Méadel (PS) Delega all'aiuto alle vittime |
| Ministeri                                                   |          |                                     |                                         | |
| Ministri                                                    | Ministri | Ministri                            | Ministri                                | Segretari di Stato |
| Affari esteri e sviluppo internazionale                     |          |                                     | Jean-Marc Ayrault (PS)                  | - Harlem Désir (PS) Delega agli affari europei, al commercio estero e alla promozione turistica (dal 05/04/2017) - Matthias Fekl (PS) (fino al 21/03/2017) Delega al commercio estero, alla promozione turistica e ai Francesi all'estero - Jean-Marie Le Guen (PS) Delega allo sviluppo e alla francofonia e ai Francesi all'estero (dal 05/04/2017)    |
| Ambiente, energia e mare                                    |          |                                     | Ségolène Royal (PS)                     | - Alain Vidalies (PS) Delega alle relazioni internazionali sul clima, ai trasporti, al mare e alla pesca - Barbara Pompili (PÉ) Delega alle relazioni internazionali sul clima e alla biodiversità |
| Educazione nazionale, istruzione superiore e ricerca        |          |                                     | Najat Vallaud-Belkacem (PS)             | - Thierry Mandon (PS) Delega all'istruzione superiore e alla ricerca |
| Economia e finanze                                          |          |                                     | Michel Sapin (PS)                       | - Christian Eckert (PS) Delega al budget e ai conti pubblici - Martine Pinville (PS) Delega al commercio, all'artigianato, ai consumi e all'economia sociale e solidale - Axelle Lemaire (PS) (fino al 27/02/2017) Delega al digitale e all'innovazione - Christophe Sirugue (PS) Delega all'industria, del digitale e dell'innovazione (dal 27/02/2017) |
| Affari sociali e salute                                     |          |                                     | Marisol Touraine (PS)                   | - Ségolène Neuville (PS) Delega alle persone disabili e alla lotta contro l'esclusione - Pascale Boistard (PS) Delega agli anziani e all'autonomia |
| Difesa                                                      |          |                                     | Jean-Yves Le Drian (PS)                 | - Jean-Marc Todeschini (PS) Delega ai veterani di guerra e alla memoria |
| Giustizia e Guardasigilli                                   |          |                                     | Jean-Jacques Urvoas (PS)                | carica non assegnata |
| Lavoro, impiego, formazione professionale e dialogo sociale |          |                                     | Myriam El Khomri (PS)                   | - Clotilde Valter (PS) Delega alla formazione professionale e all'apprendistato |
| Pianificazione territoriale, ruralità ed enti locali        |          |                                     | Jean-Michel Baylet (PRG)                | - Estelle Grelier (PS) Delega agli enti locali |
| Interno                                                     |          |                                     | Bruno Le Roux (PS) (Fino al 21/03/2017) | carica non assegnata |
| Interno                                                     |          | Matthias Fekl (PS) (Dal 21/03/2017) |                                         | carica non assegnata |
| Agricoltura, agroalimentare e foreste Portavoce del Governo |          |                                     | Stéphane Le Foll (PS)                   | carica non assegnata |
| Edilizia abitativa e abitare sostenibile                    |          |                                     | Emmanuelle Cosse (PÉ)                   | carica non assegnata |
| Cultura e comunicazione                                     |          |                                     | Audrey Azoulay (DVG)                    | carica non assegnata |
| Famiglie, infanzia e diritti delle donne                    |          |                                     | Laurence Rossignol (PS)                 | carica non assegnata |
| Funzione pubblica                                           |          |                                     | Annick Girardin (PRG)                   | carica non assegnata |
| Città, gioventù e sport                                     |          |                                     | Patrick Kanner (PS)                     | - Hélène Geoffroy (PS) Delega alla città - Thierry Braillard (PRG) Delega allo sport |
| Oltremare                                                   |          |                                     | Ericka Bareigts (PS)                    | carica non assegnata |

### Esplicative
1. ↑  Ségolène Royal in Senegal, all'epoca Africa Occidentale Francese, Myriam El Khomri e Najat Vallaud-Belkacem in Marocco.
2. ↑  Jean-Vincent Placé in Corea del Sud, Matthias Fekl in Germania, Thierry Mandon in Svizzera, Axelle Lemaire in Canada.
3. ↑  Viene riportata la situazione parlamentare solo di questa camera (e non anche del Senato) poiché solo quest'ultima ha il potere di controllare il rapporto di fiducia con l'esecutivo.
4. ↑  Le componenti Partito Radicale di Sinistra, Divers gauche, Partito Socialista, Movimento dei Progressisti e Guadalupa Unita, Solidale e Responsabile.
5. ↑  La deputata Brigitte Allain, in dissenso dal proprio partito Europa Ecologia I Verdi, il deputato ecologista Denis Baupin, la deputata Dominique Chauvel del Partito Socialista e il deputato divers gauche Thomas Thévenoud.
6. ↑  Le componenti Divers gauche e Partito Socialista Guianese.
7. ↑  Le componenti Europa Ecologia I Verdi, il deputato ecologista Noël Mamère e il deputato divers gauche Philippe Noguès.
8. ↑  La deputata Barbara Romagnan, in dissenso dal proprio partito, il PS.
9. ↑  La componente Per La Riunione.
10. ↑  Le componenti Partito Comunista Francese, Ensemble, Movimento Indipendentista Martinicano e il deputato divers gauche Marc Dolez.
11. ↑  Le componenti Front National, Centro Nazionale degli Indipendenti e dei Contadini, Debout la France, indipendenti, Movimento per la Francia e Territori in Movimento e la deputata ecologista Isabelle Attard.
12. ↑  La componente MoDem.

### Bibliografiche
1. ↑  (FR) Valls quitte Matignon, Cazeneuve prend le relais : revivez la passation de pouvoir, su europe1.fr, 6 dicembre 2016. URL consultato l'8 maggio 2025.
2. ↑  (FR) Décret du 6 décembre 2016 portant nomination du Premier ministre - Légifrance, su www.legifrance.gouv.fr. URL consultato l'8 maggio 2025 (archiviato dall'url originale il 2 novembre 2022).
3. ↑  (FR) Décret du 6 décembre 2016 relatif à la composition du Gouvernement - Légifrance, su www.legifrance.gouv.fr. URL consultato l'8 maggio 2025 (archiviato dall'url originale il 6 settembre 2024).